# Ndabaningi Sithole
Ndabaningi Sithole (* 31. Juli 1920 in Nyamandhlovu bei Bulawayo, Südrhodesien; † 12. Dezember 2000 in Philadelphia, USA) war ein simbabwischer methodistischer Pastor und einer der wichtigsten politischen Exponenten der Befreiungsbewegung der Bantu in Simbabwe. Er gründete 1963 die Zimbabwe African National Union (ZANU) und verbrachte nach dem Verbot der ZANU 1964 zehn Jahre im Gefängnis. Nach der Spaltung der ZANU entlang der Stammesgrenzen führte er die gemäßigte ZANU-Ndonga. 1978 wurde er Mitglied der Übergangsregierung.

## Die frühen Jahre
Sithole wuchs als Kind von Jim Sithole und Siyapi Tshuma in Nymanandhlovu auf, einem isolierten ländlichen Gebiet in einem traditionellen Glaubensumfeld. Sein Vater, ein Angehöriger der Ndau-Ethnie und Bauhandwerker, zog 1930 in den Bergbauort Shabani. Dort fand er im Asbestbergbau Arbeit. Nach zwei Jahren gab er seinen Sohn an die hier ansässige wesleyanische Schule, die wegen Geldmangel zunächst wieder verlassen musste. Sithole musste sich 1933 und 1934 als Küchenjunge selbst Geld verdienen, besuchte in dieser Zeit jedoch eine Abendschule. Im Jahr 1935 nahm er den Schulbesuch an der Dadaya Mission wieder auf, an der zu dieser Zeit Garfield Todd lehrte. Hier verblieb Sithole bis 1939, wo er mit Standard VI abschloss. Mit einem Beit-Stipendium war eine zweijährige Lehrerausbildung an der Waddilove Training Institution möglich. Danach sammelte er erste berufliche Erfahrungen in ländlichen Grundschulen. Im Fernstudium erwarb er das National Junior Certificate. Zurück in Dadaya lehrte er im Bereich Standard V und nutzte seine Freizeit zur Arbeit für das eigene Matriculation Exemption Certificate. 1948 ging Sithole als Assistant Method Master zur Tegwani Training Institution. Hier betrieb er intensive Bibelstudien und wurde schließlich Prediger bei der British Methodist Church.
Ende 1950 begann seine Mitgliedschaft in der United Methodist Church. Der berufliche Weg führte ihn nun 1953 zur Mt Selinda American Methodist Mission (Manicaland), wo er deren Lehrkörper angehörte. Nebenher konnte er nun ein Bachelor an der UNISA erwerben. Seine Arbeit hatte die Kirchenleitung stark beeindruckt, dass sie ihn zu einem dreijährigen Theologiestudium in die Vereinigten Staaten an das Newton Theological Institution in Newton bei Boston delegierte, wo er bis 1956 eingeschrieben war. Während seines Aufenthaltes schrieb er an einem Buch mit dem Titel African nationalism, das mehrmals, auch 1961 in Kapstadt für Oxford University Press verlegt wurde. Nachdem er 1958 nach Südrhodesien zurückgekehrt war, erhielt er an der Mt. Selinda Congregationalist Church seine Ordination und wurde Prinzipal der Chikore Central Primary School. Im August 1959 lud ihn die African Teachers’ Association zur Hauptversammlung in Fort Victoria ein, da ihn seine Buchpublikation bereits etwas Bekanntheit eingebracht hatte. Im Verlauf der Tagung kam es zu Wahlen und er wurde Präsident dieser Berufsvereinigung.

## Die politische Karriere
Sitholes politische Karriere begann mit seinem Eintritt in die National Democratic Party (NDP) des Joshua Nkomo, deren Schatzmeister er wurde. Sithole gewann rasch an Einfluss und half nach dem Verbot der NDP, die Zimbabwe African People’s Union (ZAPU) aufzubauen. Als auch diese verboten wurde, emigrierte er nach Tanganjika und arbeitete dort als Rundfunkredakteur für eine nach Rhodesien ausgestrahlte Sendung. Er kehrte 1963 zurück.
1963 gründete Sithole mit dem Anwalt Herbert Chitepo die Zimbabwe African National Union. Auf dem Parteitag in Gwelo (heute Gweru) wurde Sithole zum Präsidenten gewählt und Mugabe zum Generalsekretär. Nach dem Verbot der ZANU und seiner Inhaftierung ermächtigte er Chitepo zum Kampf aus dem Exil und ernannte ihn zum Vertreter der ZANU dort. Er selbst wurde angeklagt, auf Smith ein Attentat geplant zu haben. Er und Mugabe, der ebenfalls inhaftiert war, wurden 1974 freigelassen.
Am 18. März 1975 fiel Chitepo in der sambischen Hauptstadt Lusaka einem Attentat zum Opfer. Mugabe, der sich zu dieser Zeit in Mosambik aufhielt, beanspruchte sofort die Führung in der ZANU. Es kam zum Machtkampf zwischen ihm und Sithole, dem eine Spaltung der ZANU nach den Stämmen Ndebele und Shona folgte, die in ZANU-Ndonga unter Sithole und ZANU unter Mugabe. Während Sithole von nun an den Weg der Verhandlungen suchte, widmete sich Mugabe fortan dem Guerillakrieg.
1979 beteiligte sich Sithole an der Regierung von Bischof Abel Muzorewa, einer Übergangsregierung nach der gescheiterten Rhodesien-Konferenz 1976 und einer Vorbereitung zum Lancaster-House-Abkommen 1979. Die in diesem Abkommen vereinbarten freien Wahlen gewann jedoch Mugabe mit überwältigender Mehrheit.
Sithole geriet in Bedrängnis und emigrierte bald darauf 1983 nach Silver Spring in Maryland (USA). Nach neun Jahren Exil kehrte er nach Simbabwe in das politische Leben zurück. 1995 wurde er Parlamentsabgeordneter seiner Stammesmehrheit in Chipinge im Südosten des Landes bei Birchenough Bridge. Im Dezember 1997 wurde ihm die Teilnahme an einer Verschwörung zur Ermordung Mugabes zur Last gelegt, was ihn fortan daran hinderte, sein Mandat wahrzunehmen. Sitholes kleine Opposition gewann im Jahre 2000 jedoch erneut das Mandat in Chipinge. Am 12. Dezember 2000 starb er in Philadelphia, USA.